# 9711 Желетава
9711 Желетава (9711 Želetava) — астероїд головного поясу, відкритий 7 серпня 1972 року.
Тіссеранів параметр щодо Юпітера — 3,233.